# Rattus bontanus
Rattus bontanus é uma espécie de roedor da família Muridae.
Apenas pode ser encontrada na Indonésia.